# Ivana Kapitanović
Ivana Kapitanović, née le 17 septembre 1994 à Split, est une handballeuse internationale croate. Elle joue au poste de gardienne de but.

## Carrière
Ivana Kapitanović effectue sa formation dans le club croate du Podravka Koprivnica où elle arrive à l'âge de 13 ans. Elle y côtoie notamment Ivana Jelčić, gardienne de l'équipe nationale croate.
En 2018, après avoir effectué toute sa carrière au Podravka Koprivnica, Ivana Kapitanović s'engage avec le Metz Handball pour le début de l'été 2018, afin de remplacer Marina Rajčić.
En janvier 2018, elle prolonge son contrat avec Metz d'une saison supplémentaire. Avec le club de Metz, lors de la saison 2018-2019, elle atteint les demi-finales de la Ligue des champions et réalise le doublé championnat et coupe de France.
En équipe nationale, elle participe au championnat d'Europe 2018 avec la Croatie dont elle est, à seulement 24 ans, l'une des joueuses clés.

## Style de jeu
Sa principale qualité est sa couverture du but, du fait de sa taille et de son sens du placement, selon son futur entraîneur à Metz, Emmanuel Mayonnade. Il la décrit comme une gardienne avec une grande envergure, difficile à contourner avec également une bonne lecture des situations. Jean Piétrala, ancien entraîneur des gardiennes du club de Metz, lui trouve un axe d'amélioration sur les tirs venant de l'aile.

## Palmarès

### En clubs
compétitions internationales
- quatrième de la Ligue des champions en 2019 (avec Metz Handball)

compétitions nationales
- championne de France en 2019  (avec Metz Handball)
- championne de Croatie en 2010, 2011, 2012[source insuffisante], 2013, 2015, 2016, 2017 et 2018 (avec ŽRK Podravka Koprivnica)
- vainqueur de la coupe de France en 2019 (avec Metz Handball)
- vainqueur de la coupe de Croatie en 2010, 2011, 2012[source insuffisante], 2013, 2015, 2016 et 2017 (avec ŽRK Podravka Koprivnica)

### Distinctions individuelles
- Élue handballeuse croate de l'année en 2019